# عبدالسلام ترمانینی
عبدالسلام ترمانینی، یکی از ادیبان و فقهای شافعی مذهب قرن سیزدهم بود که در فن شعر و نثر مهارت داشت. وی نقل حدیث می‌نمود و در دانشگاه الازهر دانش آموخته بود.

## خاندان
خاندان ترمانینی؛ جمعی از علماء و فقهاء شافعی مذهب هستند که در قرون سیزده و چهارده ه.ق و در شهر حلب زندگی می‌نمودند.

## زندگانی
عبدالسلام، به تاریخ ۱۲۳۸ ه.ق به دنیا آمده‌است. وی علوم ابتدایی را در نزد پدرش فراگرفت و در سال ۱۲۵۰ بع قصد ادامه تحصیل با پدرش به مصر هجرت کرد. پدرش در سال ۱۲۵۰ از دنیا رفت و عبدالسلام در جامع الازهر شروع به یادگیری دروس و علوم دینیه کرد. وی پس از مدتی تحصیل در الازهر، اقدام به تدریس در همانجا نمود و در نهایت به سال ۱۲۶۶ از این دانشگاه فارغ التحصیل شده و پس از شانزده سال و به درخواست عمویش، به حلب بازگشت.
او پس از بازگشت به حلب، در جامع صروی شروع به تدریس نمود و پس از فوت عمویش، مدرس مدرسه رحیمیه شد. در نهایت در سال ۱۳۰۵ ه.ق درگذشت.

## استاید
وی از طنطاوی، حدیث و تفسیر را آموخته‌است. همچنین علوم عقلی و نقلی را از شیخ احمد بهی فرا گرفته است. وی از کزبری اجازه نقل روایت دارد.

## شاگردان
از جمله شاگردان وی، احمد زویتینی، سعید سنکری، احمد کواکبی، عبدالله سلطان هستند که در حلب از او آموختند. علاوه بر این افراد، بزرگانی همچون جمیل پاشا (حاکم حلب) نیز در درسش حاضر می شدند.

## دیدگاه‌ها
وی از جانب منتقدانش به نگاه جهت‌دار در امور اختلافی بین شیعه و سنی متهم شده‌است. با این حال، وی در کتاب خویش، مأمون را قاتل علی بن موسی الرضا دانسته است. وی زنادقه را جزئی از تشیع دانسته است و معتقد است که زنادقه به قصد تخریب اسلام، با لوای شیعه گری وارد شدند.

## آثار
از وی کتاب‌هایی در رشته علوم دینی باقی مانده‌است:
- ذخائر الاثار فی تراجم رواة الحدیث و الآثار
- تذکرة الوعاظ لجمیل المعانی و الالفاظ
- لطف التعبیر علی شرح التحریر
- رفع الخلاف و الشفقاق فی احکام الطلاق
- احداث التاریخ الاسلامی بترتیب السنین